# La Flamme (série télévisée)
Pour les articles homonymes, voir La Flamme.
Le Flambeau : Les Aventuriers de Chupacabra
La Flamme est une série télévisée française en neuf épisodes d'environ 31 minutes, créée par Jonathan Cohen, Jérémie Galan et Florent Bernard. Elle est diffusée en France sur Canal+ entre le 12 octobre 2020 et le 26 octobre 2020 et en Belgique sur Be 1 à partir du 27 octobre 2020.
Il s'agit d'un remake de la série américaine Burning Love (en) qui parodie les émissions de téléréalité de rencontre comme Bachelor, le gentleman célibataire.
Une suite intitulée Le Flambeau : Les aventuriers de Chupacabra, est annoncée par Jonathan Cohen le 31 août 2021. Contrairement à La Flamme, il s'agit d'une parodie de télé-réalité d'aventures, avec le retour de certains personnages de la saison 1.
La série est aussi diffusée au Portugal sur la chaîne RTP2 depuis le 1er juillet 2023,.

## Synopsis
Pour Marc, l'amour est comme un voyage en avion... et treize femmes de toute la France vont concourir pour s'envoler avec lui. Marc va passer du temps à faire connaissance avec chacune des candidates et, à la fin de chaque épisode, il distribue les billets d'avion tant convoités, permettant aux gagnantes de rester dans le jeu, d'atteindre la finale et d'avoir la chance de devenir... madame Marc.
Les esprits s'échaufferont et les passions se déchaîneront tout au long de l'aventure, en attendant de savoir qui Marc choisira comme copilote pour son voyage dans la vie.

## Distribution

### Personnages principaux
- Jonathan Cohen : Marc, le prétendant
- Vincent Dedienne : le présentateur de l'émission
- Ana Girardot : Anne, l'institutrice que Marc n'aime pas
- Géraldine Nakache : Marina, la kinésithérapeute lesbienne
- Leïla Bekhti : Alexandra, la juriste psychopathe
- Adèle Exarchopoulos : Soraya, la gardienne de zoo au coeur de singe
- Doria Tillier : Valérie, la styliste pleureuse
- Camille Chamoux : Chataléré, l'esthéticienne exhibitionniste
- Laure Calamy : Victoire, la fleuriste religieuse
- Marie-Pierre Casey : Claude, la retraitée richissime
- Florence Foresti : Émilie, la photographe aveugle
- Céline Sallette : Manon, la SDF
- Léonie Simaga : Sarah, l'hôtesse d'accueil enceinte
- Youssef Hajdi : Orchidée, l'assistant(e) de direction
- Angèle : Anna, l'intermittente du spectacle (déguisée en panda)

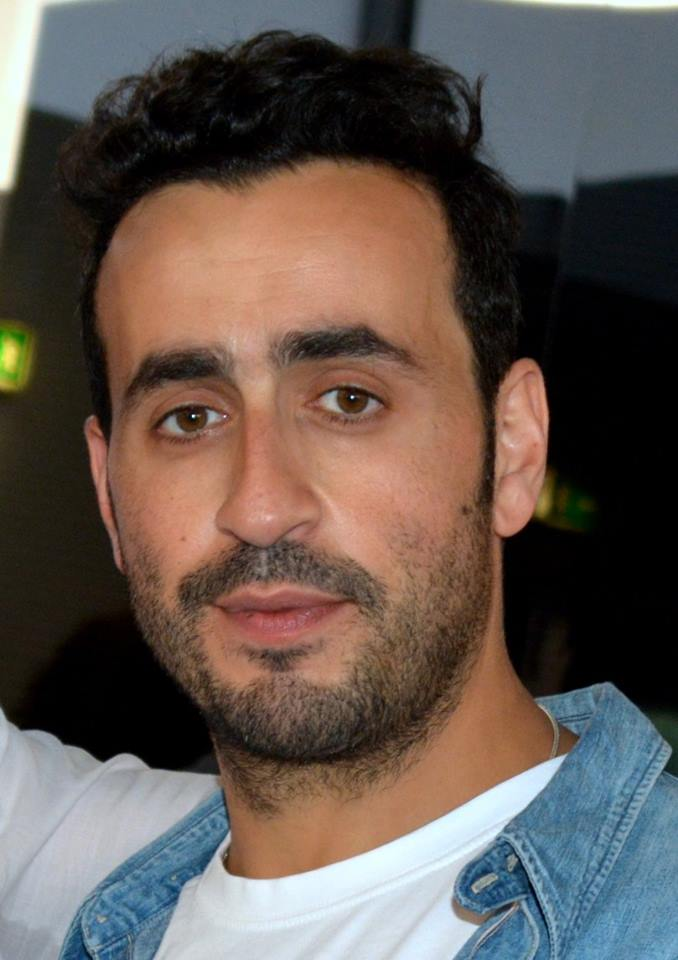
Jonathan Cohen interprète Marc
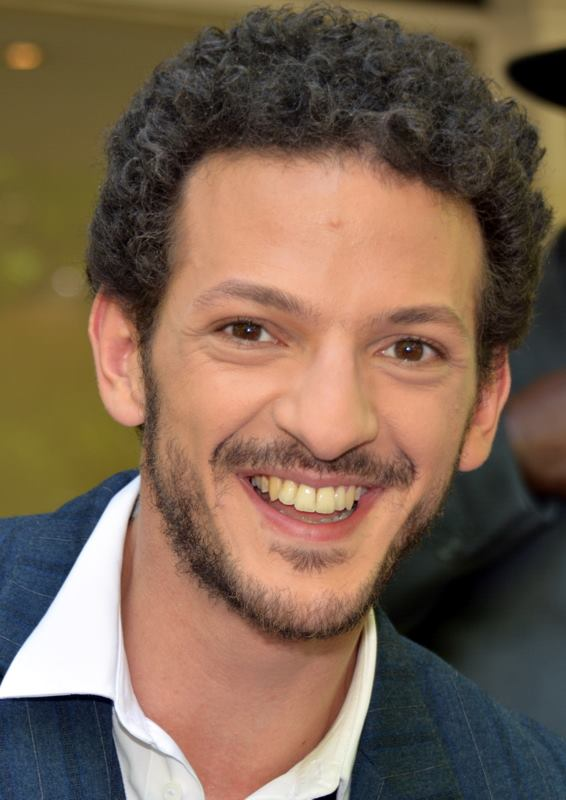
Vincent Dedienne interprète le présentateur de l'émission
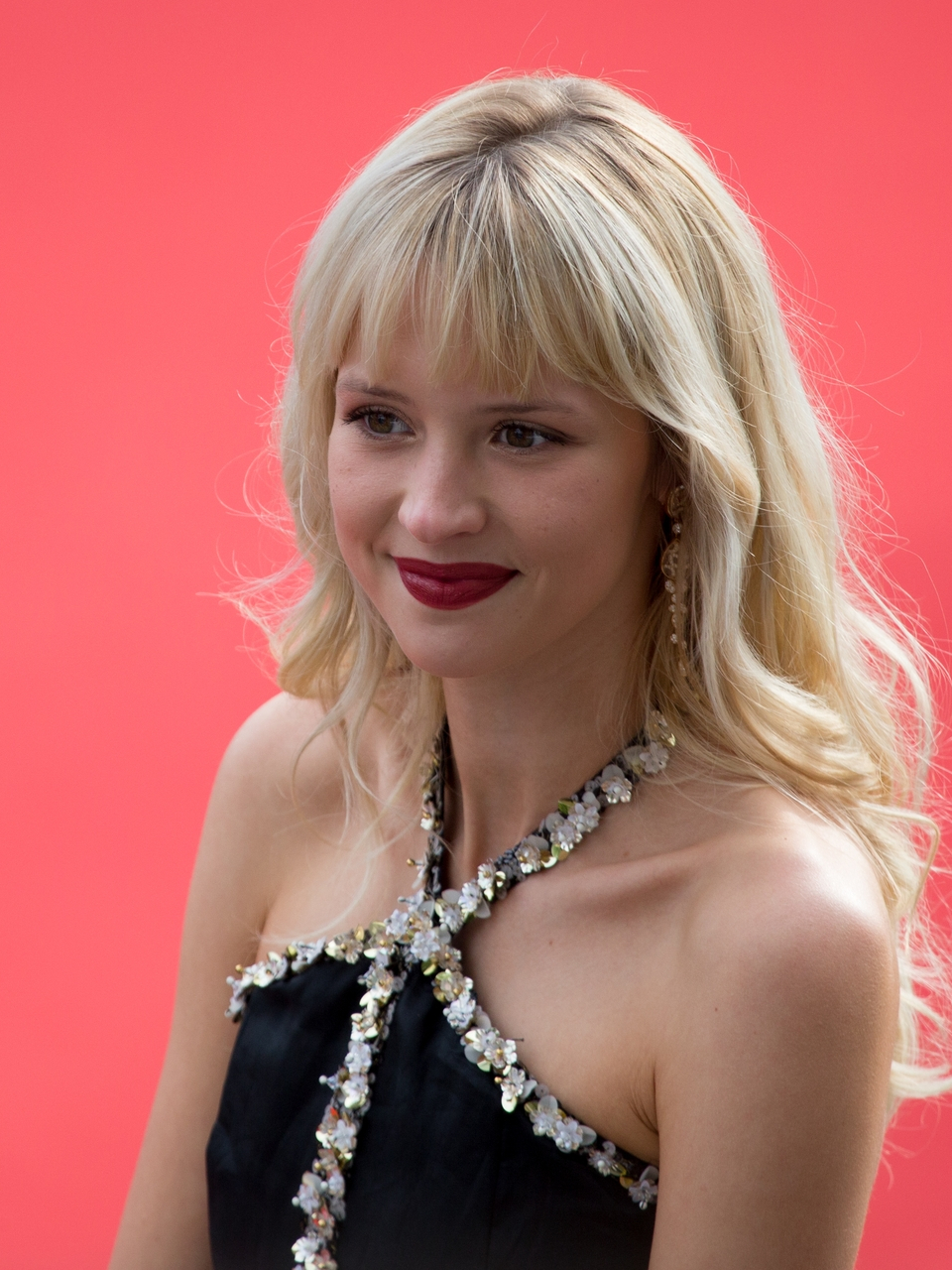
Angèle interprète Anna (déguisée en panda)
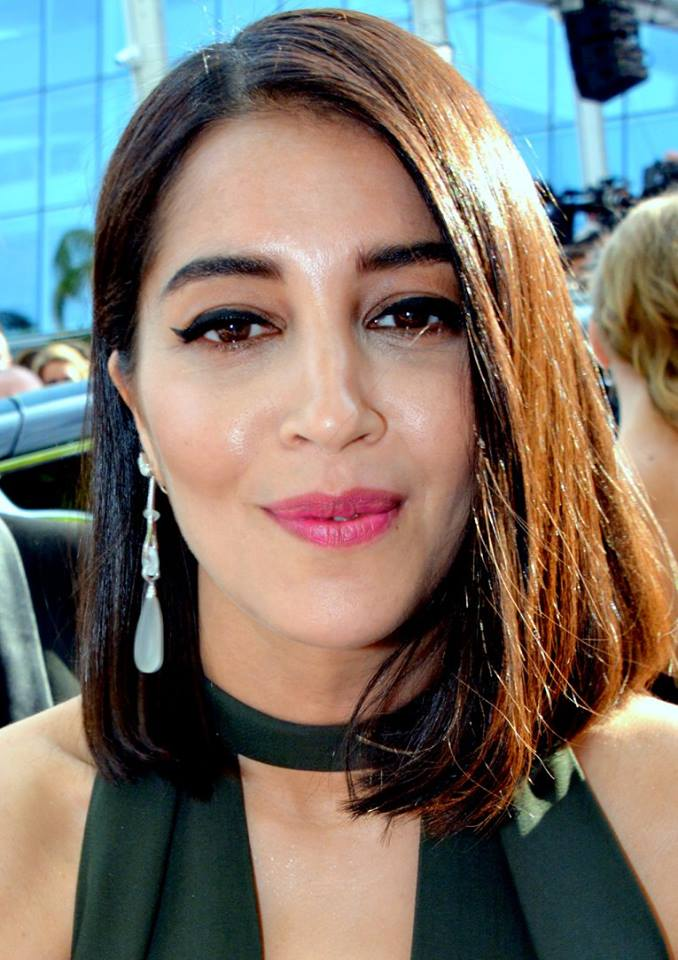
Leïla Bekhti interprète Alexandra
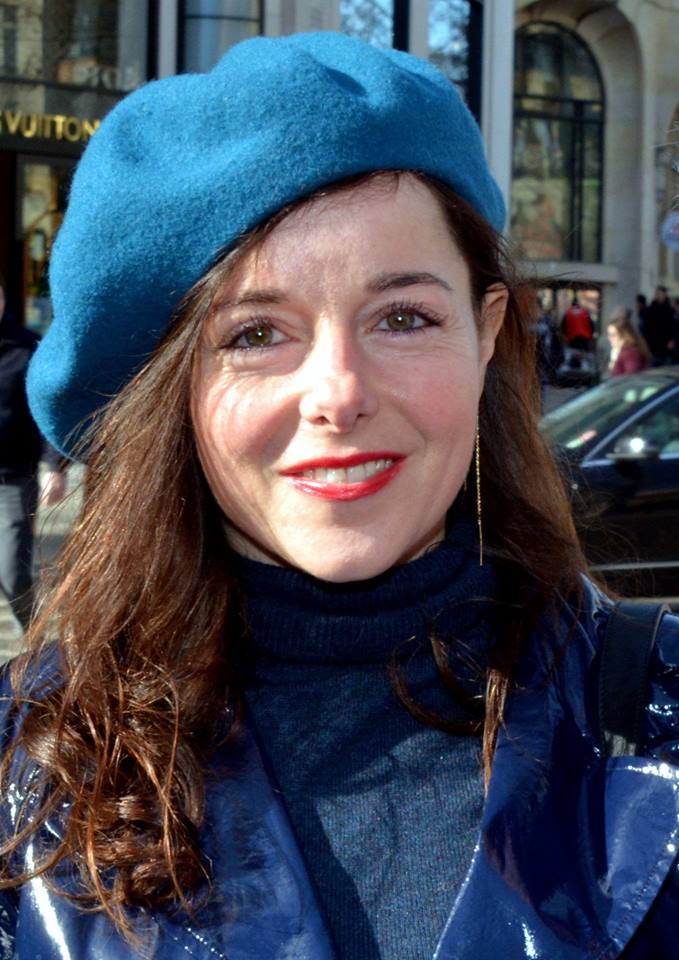
Laure Calamy interprète Victoire
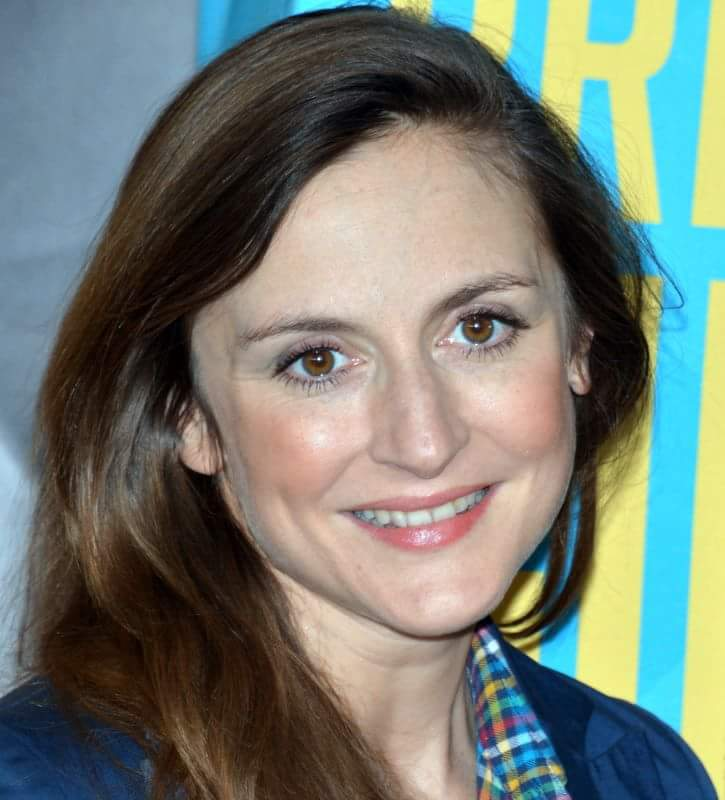
Camille Chamoux interprète Chataléré
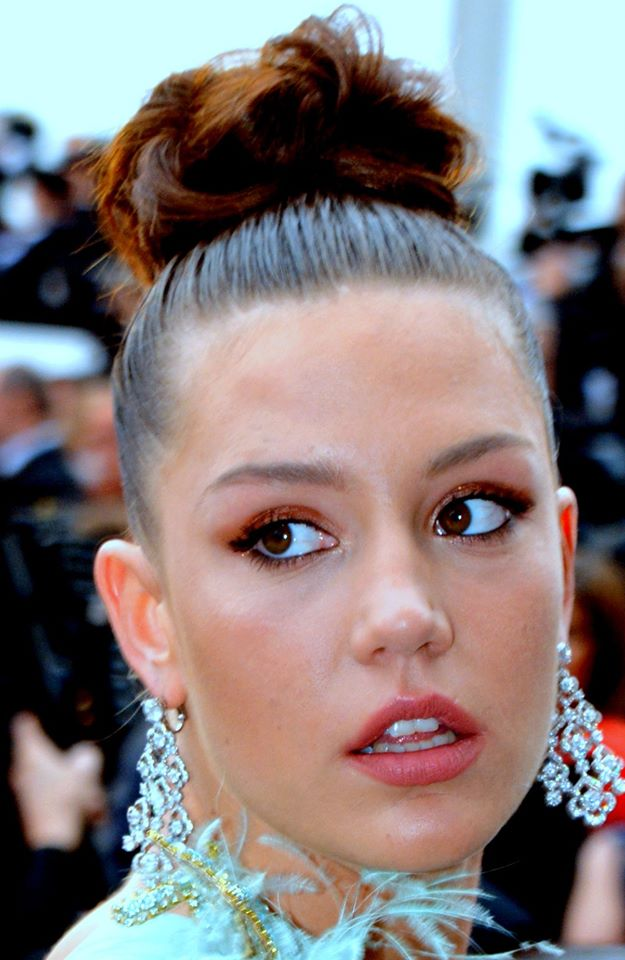
Adèle Exarchopoulos interprète Soraya
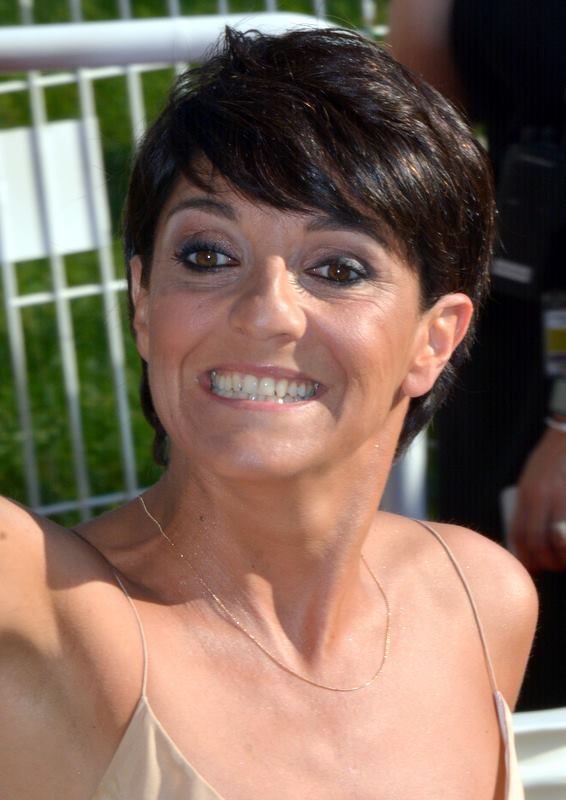
Florence Foresti interprète Emilie
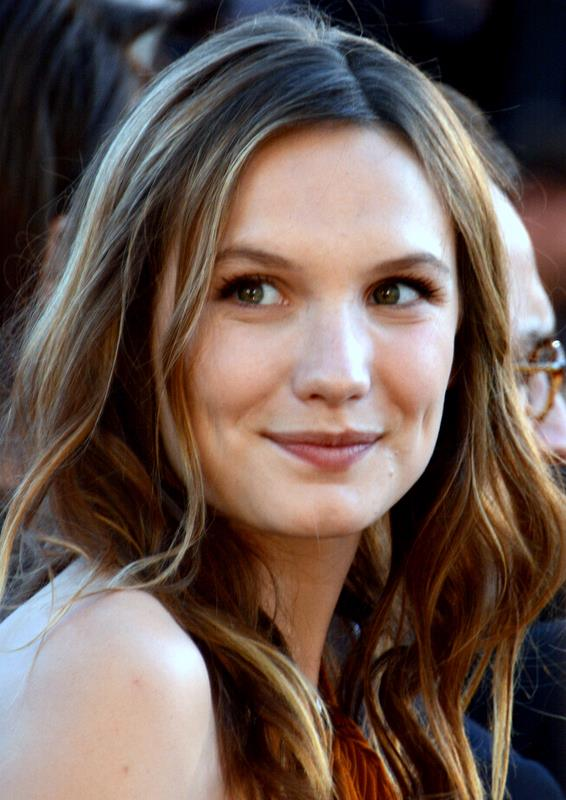
Ana Girardot interprète Anne
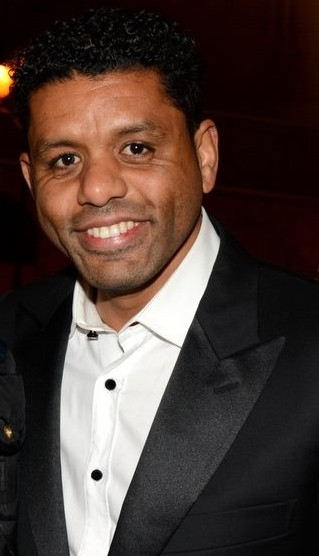
Youssef Hajdi interprète Orchidée
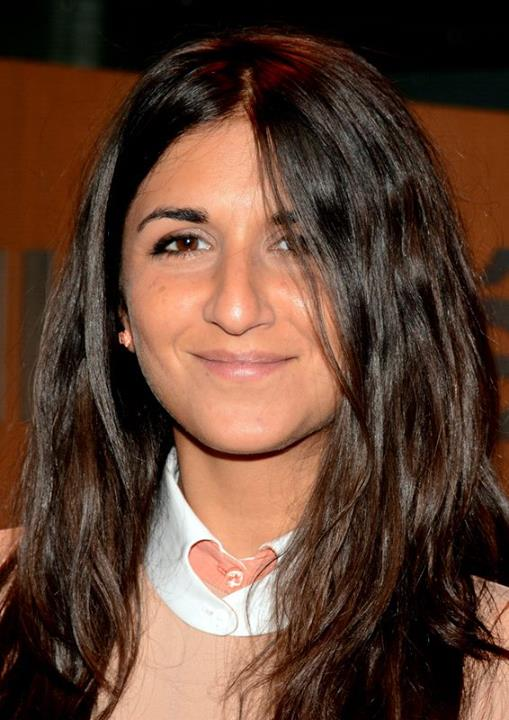
Géraldine Nakache interprète Marina
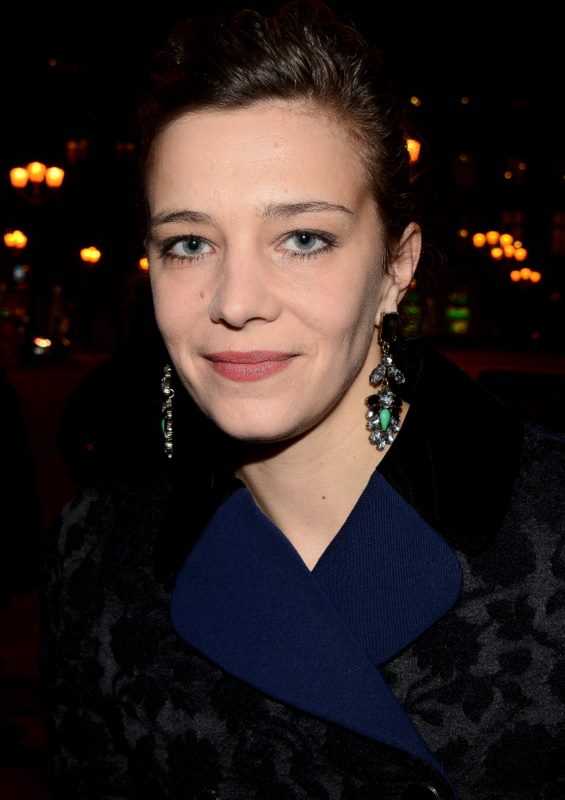
Céline Sallette interprète Manon
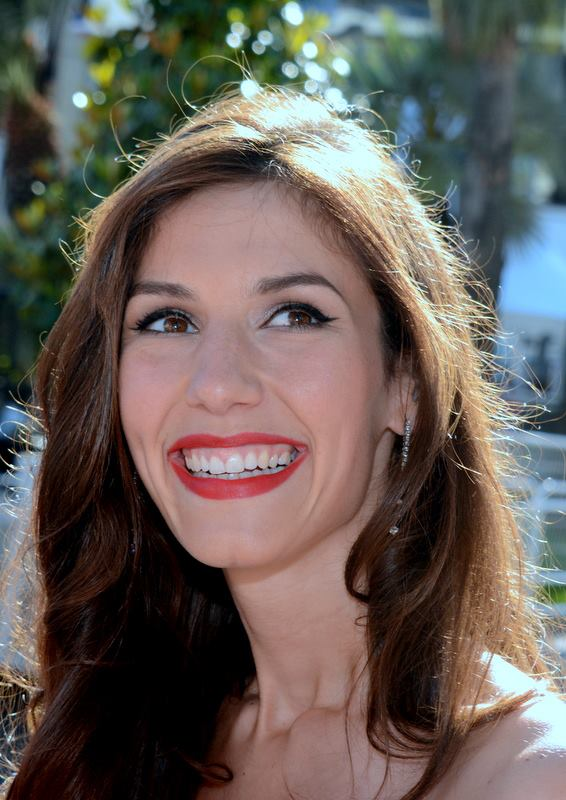
Doria Tillier interprète Valérie

### Personnages secondaires
- Gilles Lellouche : Milo (épisodes 1, 6)
- Laetitia Casta : Lila (épisodes 1, 6)
- Pierre Niney : docteur Bruno Juiphe (épisodes 2, 3, 5, 7)
- Orelsan : Fabulo (épisode 2)
- Ramzy Bedia : Tony Tonic, le coach sportif (épisodes 3, 7)
- Olivier Baroux : Pascal, le fils de Claude (épisode 3)
- Jérémie Galan : l'infirmier de l'émission sans compétences (épisodes 3, 4, 7)
- Florent Bernard : le vendeur de costumes (épisode 4)
- Chloé Lemarinel : la fille malade (épisode 4)
- Marina Rollman : la chirurgienne (épisode 4)
- Stephan Wojtowicz : le médecin (épisode 4)
- Jean-Toussaint Bernard : Lolo (épisode 5)
- Vincent Macaigne : Ludo (épisode 5)
- Cédric Meusburger : le serveur aveugle (épisode 5)
- François Civil : Luc (épisode 6)
- Inès d'Assomption : Tina, la fille de Tony Tonic (épisode 7)
- Serge Bagdassarian : Giovani Farfalle (épisode 9)
- Gilbert Melki : Jacques, le père de Marc (épisode 8)
- Sarah Zaghroun : Jessica, la compagne de Jacques (épisode 8)
- Laurent Bateau : Daniel, le père d'Anne (épisode 8)
- Carole Franck : Danielle, la mère d'Anne (épisode 8)
- Seth Gueko : Dan, le frère d'Anne (épisode 8)
- Charles Clément : Ange, le père de Valérie (épisode 8)
- Héléna Noguerra : Marie-Ange, la mère de Valérie (épisode 8)
- Noémie Lvovsky : Patricia, la mère de Marina (épisode 8)
- Samir Decazza : le pâtissier (épisode 9)
- Jean-Rachid : Michel Benssoussan (épisode 9)
- Edouardo Sainz : José (épisode 9)
- Yannig Samot : le vigneron (épisode 9)
- Axel Baille : le couturier (épisode 9)

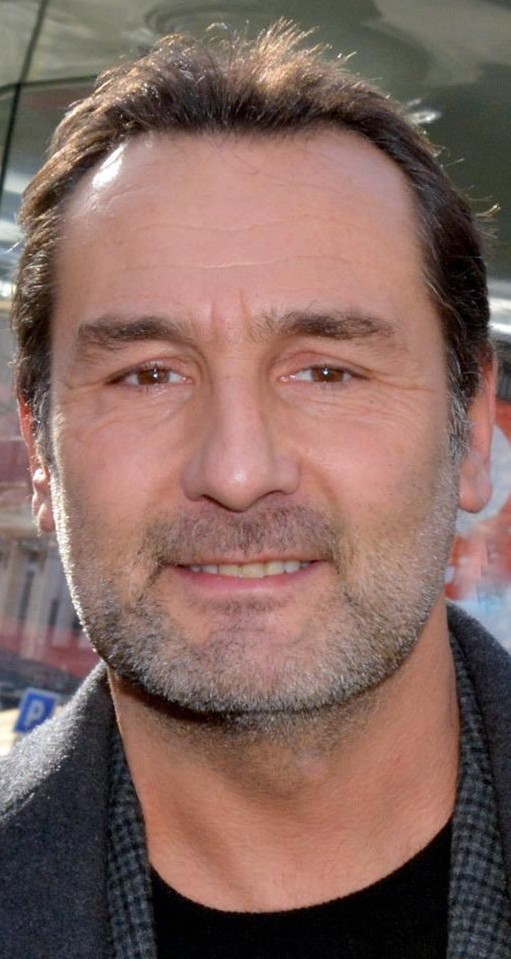
Gilles Lellouche
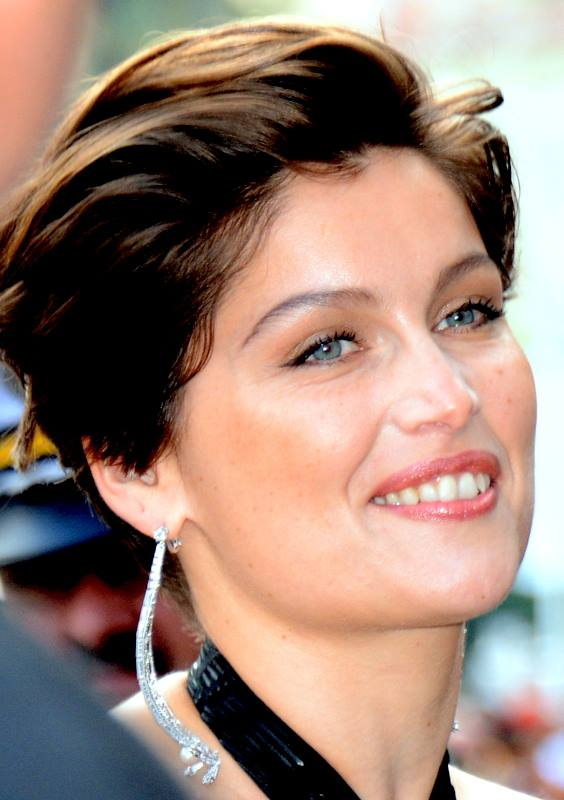
Laeticia Casta
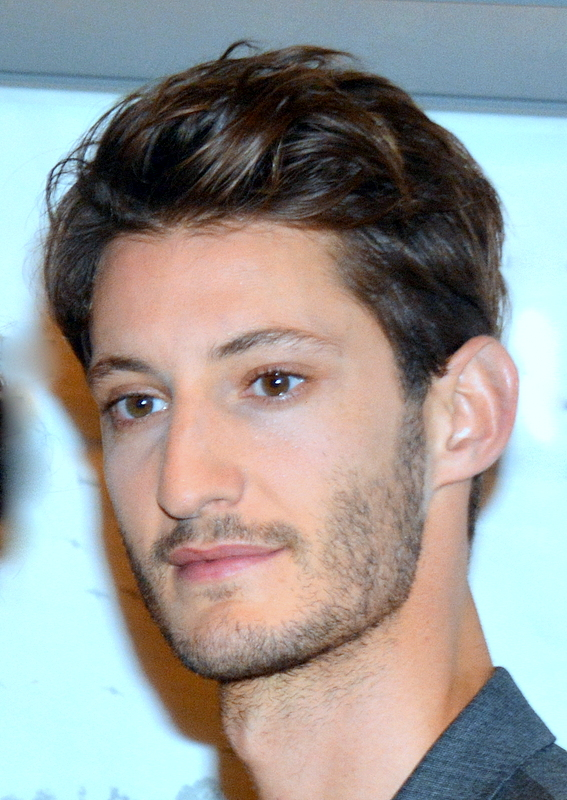
Pierre Niney
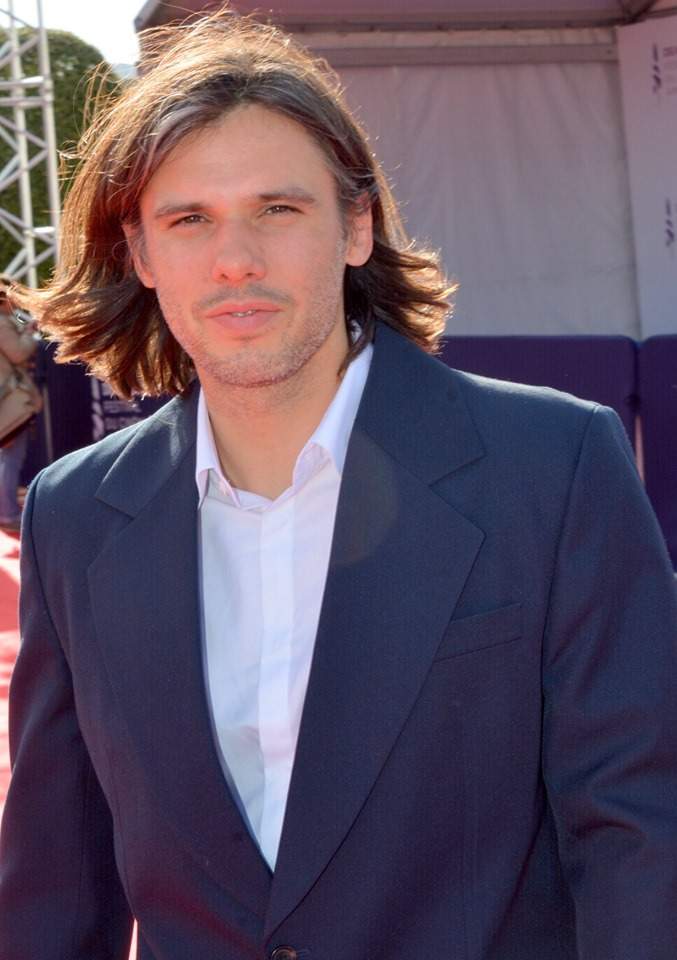
Orelsan
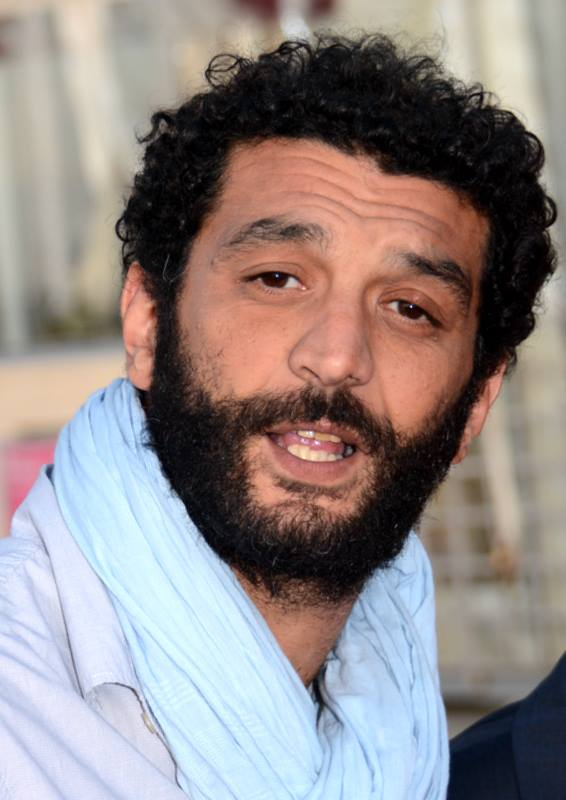
Ramzy Bedia
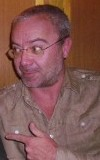
Olivier Baroux
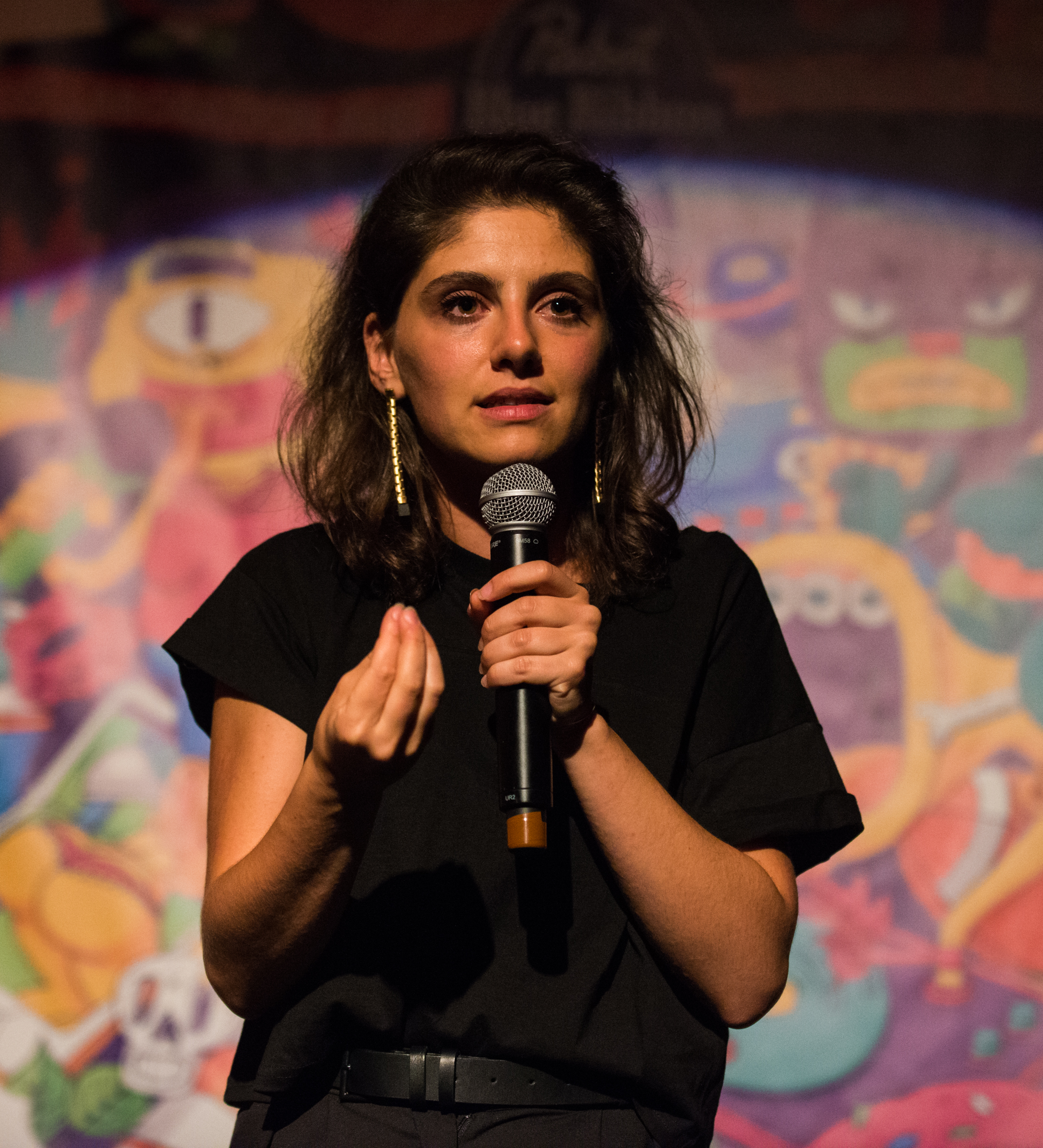
Marina Rollman
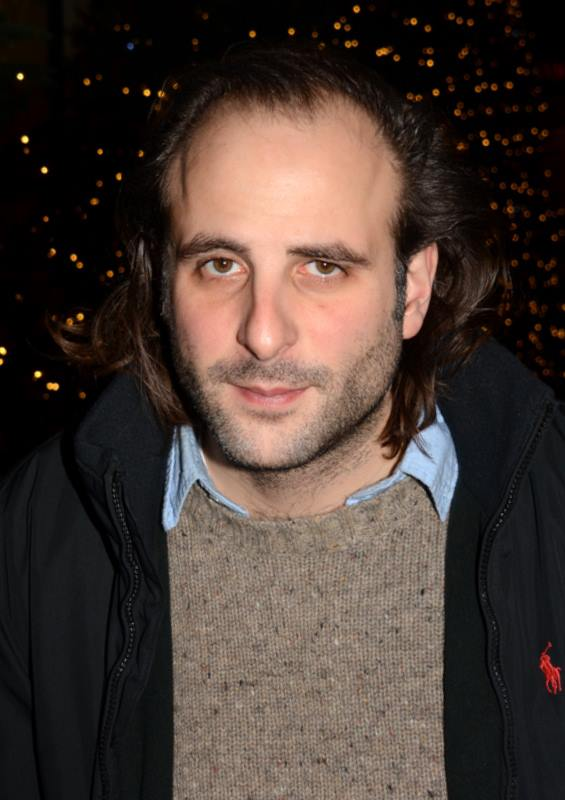
Vincent Macaigne
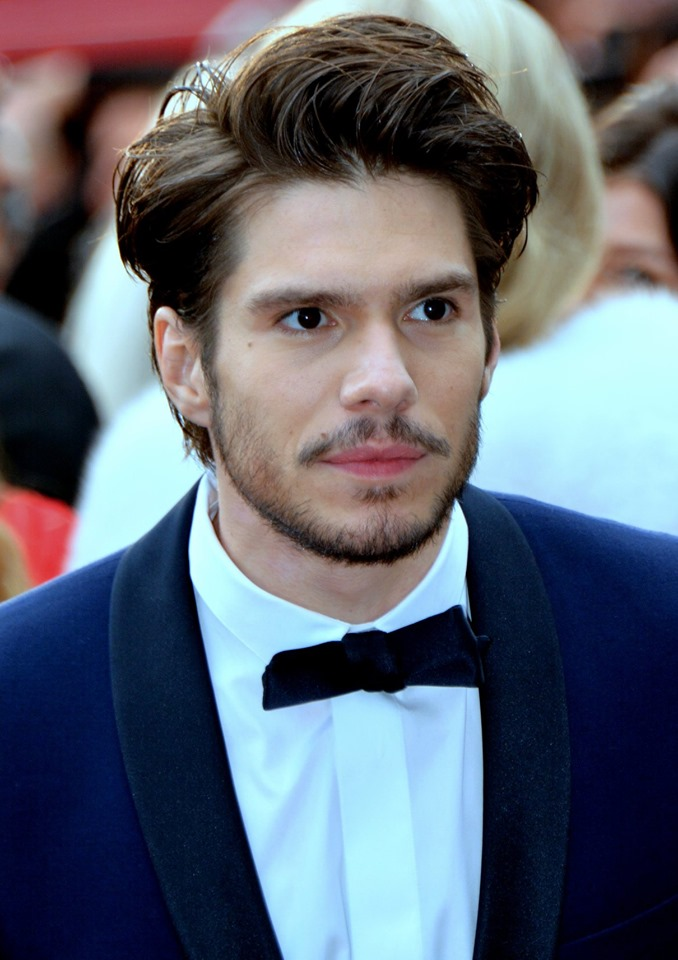
François Civil
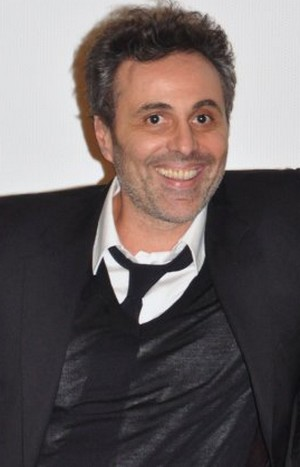
Gilbert Melki
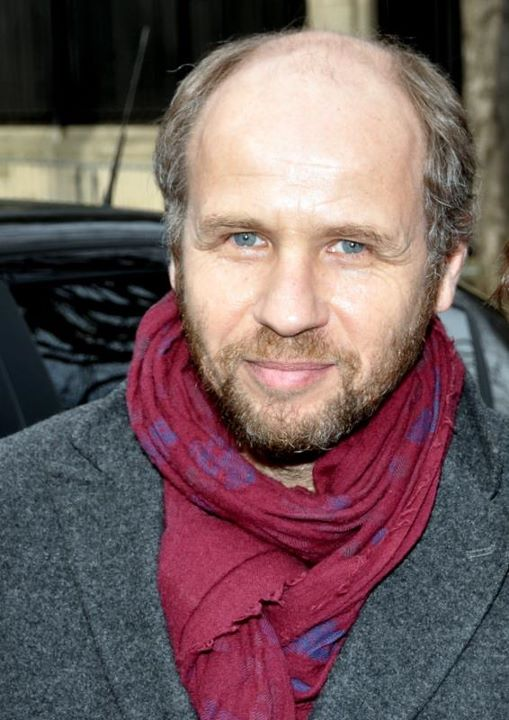
Laurent Bateau
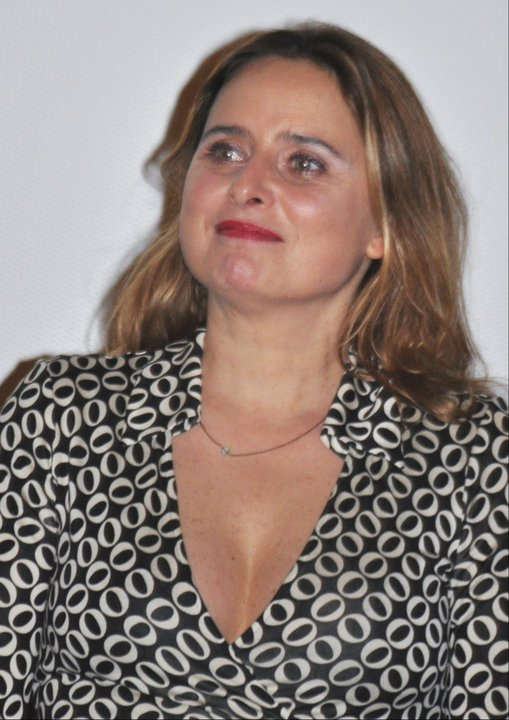
Carole Franck
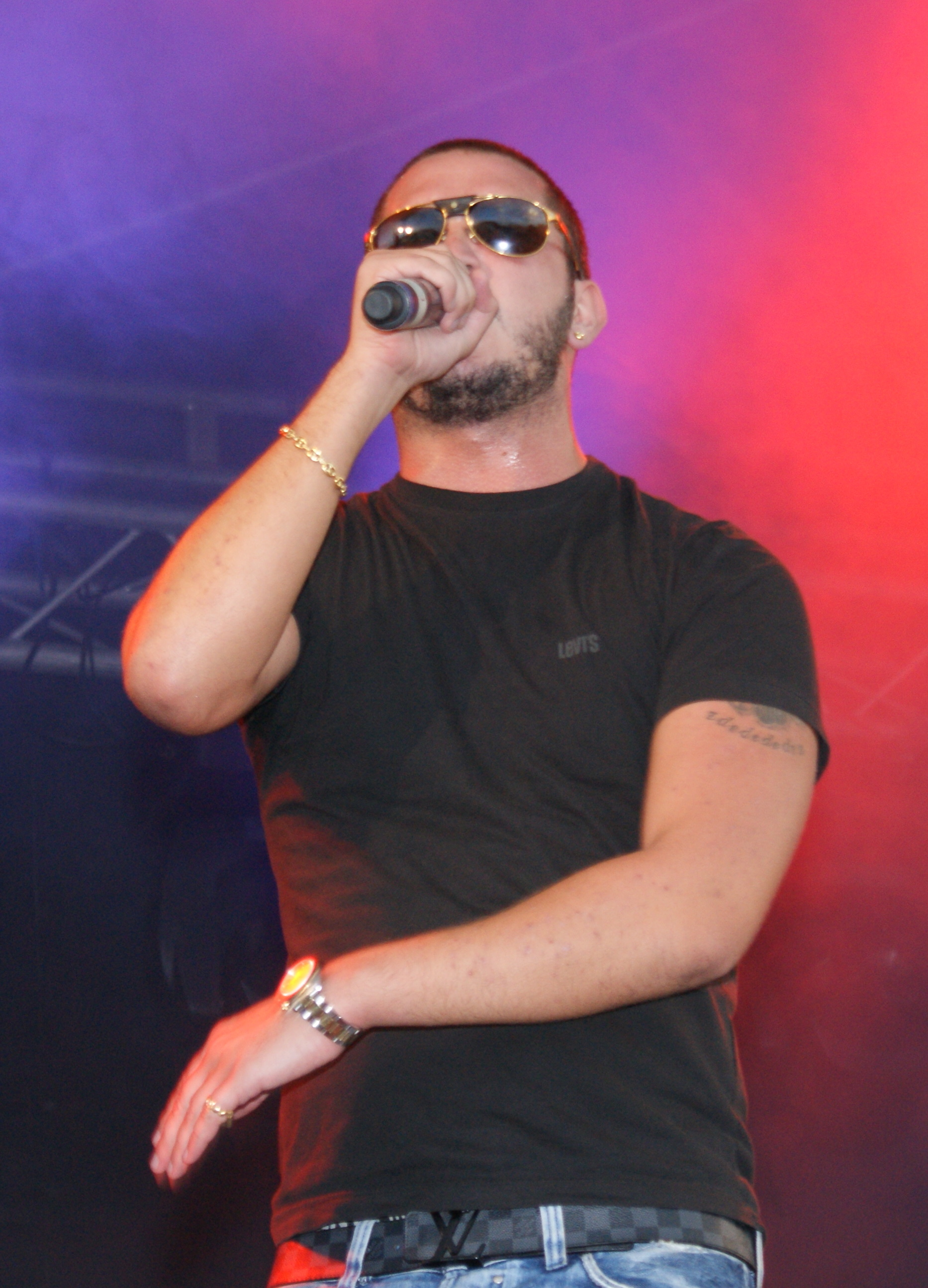
Seth Gueko
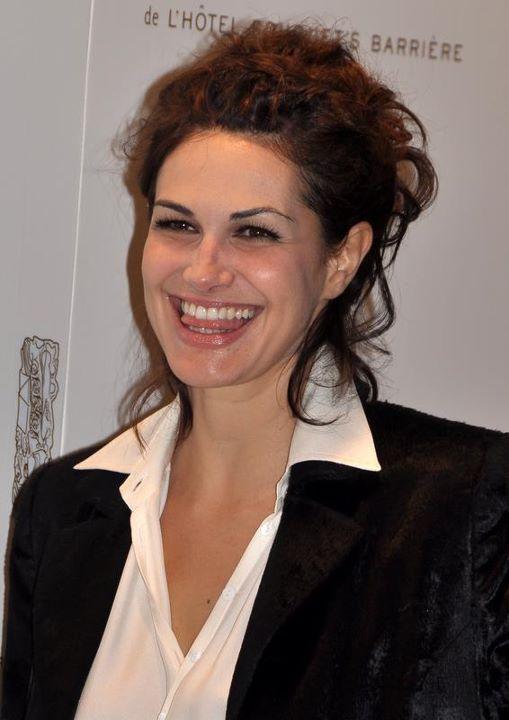
Helena Noguerra
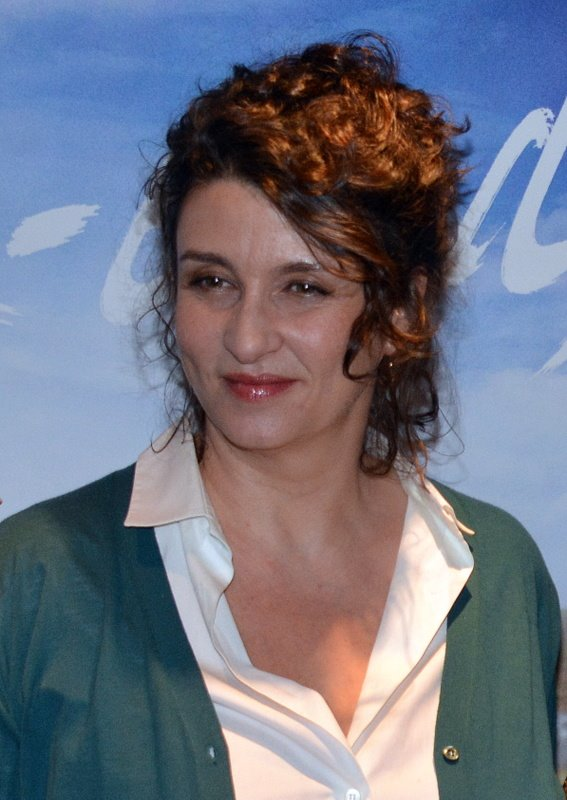
Noémie Lvovsky
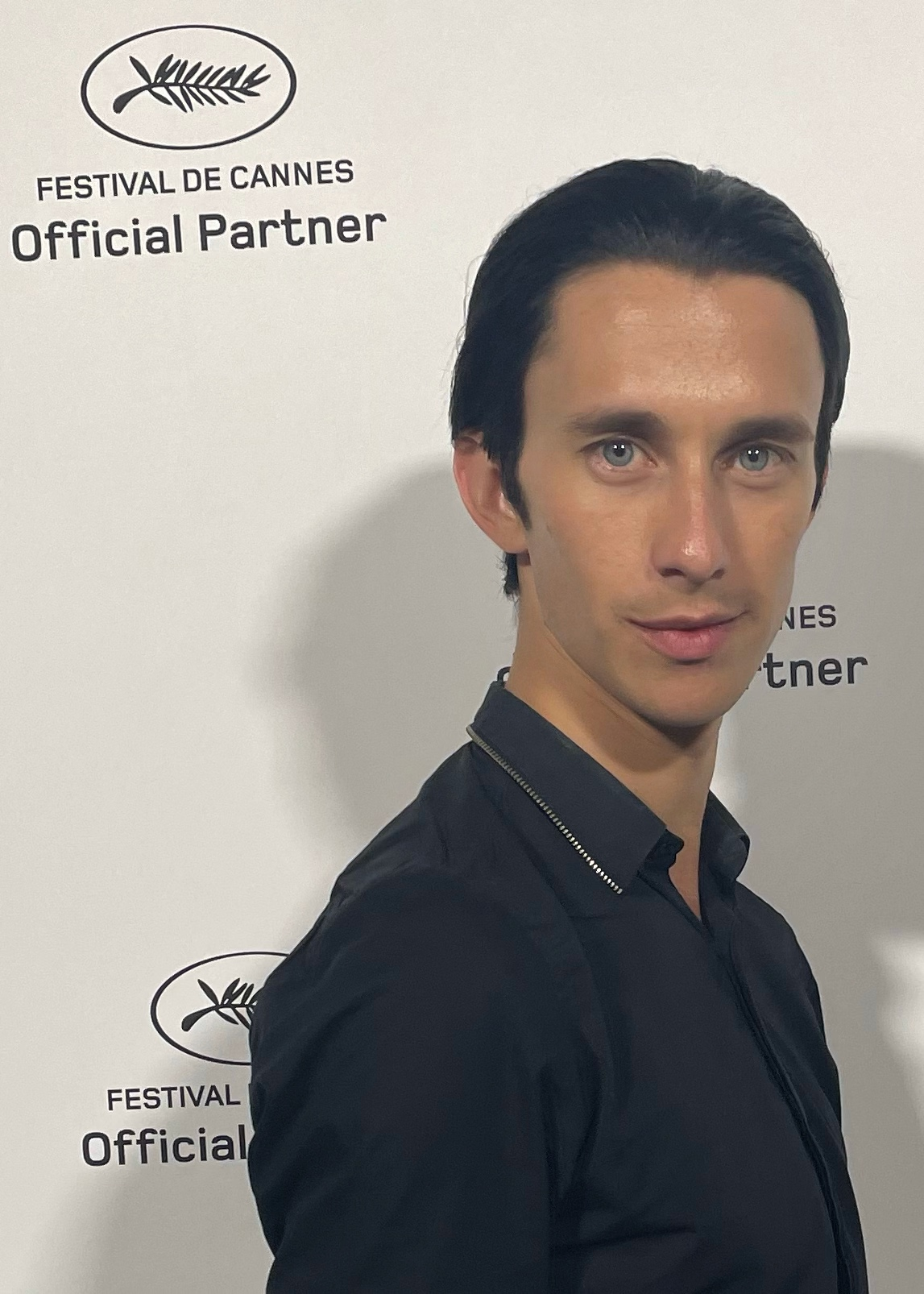
Axel Baille

## Production

### Genèse et développement
Jonathan Cohen séduit par la série américaine Burning Love (en) décide de l'adapter en France : « Quand j’ai vu le format américain, avec ces acteurs de comédie américaine que j’adorais, je trouvais ce terrain de jeu génialissime. Je me suis dit que ce serait formidable d’avoir ça chez nous. Depuis mes 20 ans, je regarde ce genre de comédies. Mon rêve, c’est d’en faire une avec ce qui nous constitue en tant que français. » Il contacte Red Hour Films, la société de production de Ben Stiller, sans trop y croire. Contre toute attente, le projet est validé.
Jonathan Cohen collabore à nouveau avec Jérémie Galan — après la série Serge le Mytho — et Florent Bernard (ancien membre de Golden Moustache). Contrairement à la série télévisée Unreal, la volonté des créateurs n'est pas de critiquer la téléréalité, comme l'explique Jonathan Cohen « Ce qu’on a voulu montrer, ce sont les situations de comédie à l’intérieur. On ne juge pas la téléréalité. Qui sommes-nous pour juger ? J’en ai vu plein des téléréalités et j’aime ça ».

### Tournage
Le tournage se déroule essentiellement à Issy-les-Moulineaux dans les Hauts-de-Seine, où une maison est totalement réaménagée pour servir de décor à la villa de la série.

### Fiche technique
Sauf indication contraire, les informations mentionnées dans cette section peuvent être confirmées par la base de données cinématographiques Allociné,  présente dans la section « Liens externes ».
- Réalisation : Jonathan Cohen et Jérémie Galan
- Scénario : Jonathan Cohen, Jérémie Galan, Florent Bernard et Ali Marhyar[6], d'après la série américaine Burning Love (en)
- Production : Benjamin Bellecour, Jonathan Cohen et Stéphane Drouet
- Production associée : Ben Stiller et Nicky Weinstock
- Sociétés de production : Les Films entre 2 et 4 et Makingprod

## Critiques
Télé Câble Sat évoque « une vraie réussite » pour la première saison, qualifiée de « délirante, hilarante et même parfois burlesque ». Télérama salue également la qualité de la série : « Cette parodie absurde excelle quand elle assume crânement toutes ses blagues, même de plus mauvais goût (un personnage transgenre balourd). Elle aurait gagné à être un peu plus courte, mais on ne rit pas souvent aussi fort devant une série française ». La critique de Télé 7 Jours est elle aussi élogieuse : « Jonathan Cohen signe une série parodique bourrée d’humour mariole, d’un second degré gentiment féroce et d’un délicieux mauvais goût assumé. C’est souvent bidonnant, génialement barré parfois et le casting féminin est à tomber ». L'Humanité émet quelques réserves mais sa critique reste positive : « Jonathan Cohen s’en donne à cœur joie dans l’écriture et l’interprétation de ce pastiche du Bachelor qui frise parfois le vulgaire, dans le seul but de forcer le trait. »
Le Parisien se montre plus mesuré dans sa critique : « C'est plus en termes de narration que le bât blesse. Difficile de ne pas y voir une suite de sketches plutôt qu'une série à part entière où l'on s'attache aux personnages. » Il en va de même pour Les Inrockuptibles : « Loin d’entreprendre un grand détournement du format qu’elle entend parodier, La Flamme en respecte les codes à la lettre, depuis sa structure répétitive alternant le in et le off à son esthétique outrageusement kitsch et vulgaire. »

## Diffusion et audiences
La série est présentée en avant-première au festival Canneséries le 9 octobre 2020, quelques jours avant sa diffusion sur Canal+. Près de 615 000 spectateurs regardent le premier épisode en clair sur Canal+.